# Aimilia Tsoulfa
Aimilia Tsoulfa (grekiska: Αιμιλία Τσούλφα), född 15 maj 1973 i Aten i Grekland, är en grekisk seglare. Hon tog en olympisk guldmedalj i 470 tillsammans med Sofia Bekatorou vid olympiska sommarspelen 2004. De två vann också utmärkelsen ISAF World Sailor of the Year två gånger, 2002 och 2004.